# Warwick Rex
Warwick Rex (né en 1966) est un cheval hongre de saut d'obstacles allemand appartenant au stud-book Hanovrien, monté par Alwin Schockemöhle. 

## Palmarès
- 1975 : champion d'Europe à Munich
- 1976 : champion olympique à Montréal
- 1976 : équipe d'argent par équipe aux Jeux olympiques de Montréal[1]

## Hommage
Depuis 1981, une statue de bronze grandeur nature de ce chevat est exposée à l'Europaplatz au centre de Vechta. Le cavalier de Warwick Rex, Alwin Schockemöhle, vit dans le district de Vechta à Mühlen. La statue a été conçue par l'artiste de Munich Heinrich Faltermeier, et rappelle que Vechta est un centre traditionnel d'élevage de chevaux allemands. Une autre statue se troube à Bad Wörishofen dans le jardin de la ville.